# Chiesa di Santa Maria Annunziata (Fidenza)
La chiesa di Santa Maria Annunziata, con annesso chiostro rinascimentale, è un luogo di culto cattolico dalle forme barocche, situato in via Agostino Berenini 45 a Fidenza, in provincia di Parma e diocesi di Fidenza; è sede di una parrocchia compresa nel vicariato di Fidenza.

## Storia
L'originaria cappella fu edificata per volere della nobile famiglia Pinchelini probabilmente verso la fine del XII secolo, anche se la prima testimonianza certa della sua esistenza risale al 1230.
Dalla fine del XIV secolo il luogo di culto fu gestito dalla confraternita dei Disciplinati, che ricostruì la chiesetta ruotandola di 90º, allo scopo di allungarne la navata. Intorno alla metà del secolo successivo fu innalzato in adiacenza ad essa un ospedale per pellegrini, detto degli Scoatti, su progetto dell'architetto Bernardo Isabelli; molto probabilmente la struttura, rivelatasi presto troppo angusta, fu ricostruita nelle forme attuali nel 1517.
Agli inizi del XVII secolo il tempio fu ampliato a spese del chiostro adiacente, con l'edificazione di un nuovo presbiterio; i lavori interessarono anche la navata e gli esterni, che furono modificati secondo il gusto barocco.
Nel 1778 il nosocomio fu chiuso e la confraternita fu sciolta; due anni dopo le proprietà passarono all'Ospedale Civile cittadino, i cui amministratori ne cedettero il possesso alla diocesi di Fidenza con atto del 1783.
Intorno al 1970 l'interno della chiesa fu allungato per esigenze liturgiche, con l'annessione della sagrestia.

## Descrizione
La chiesa si sviluppa su una navata unica, allungandosi accanto allo stretto chiostro adiacente.

### Chiesa

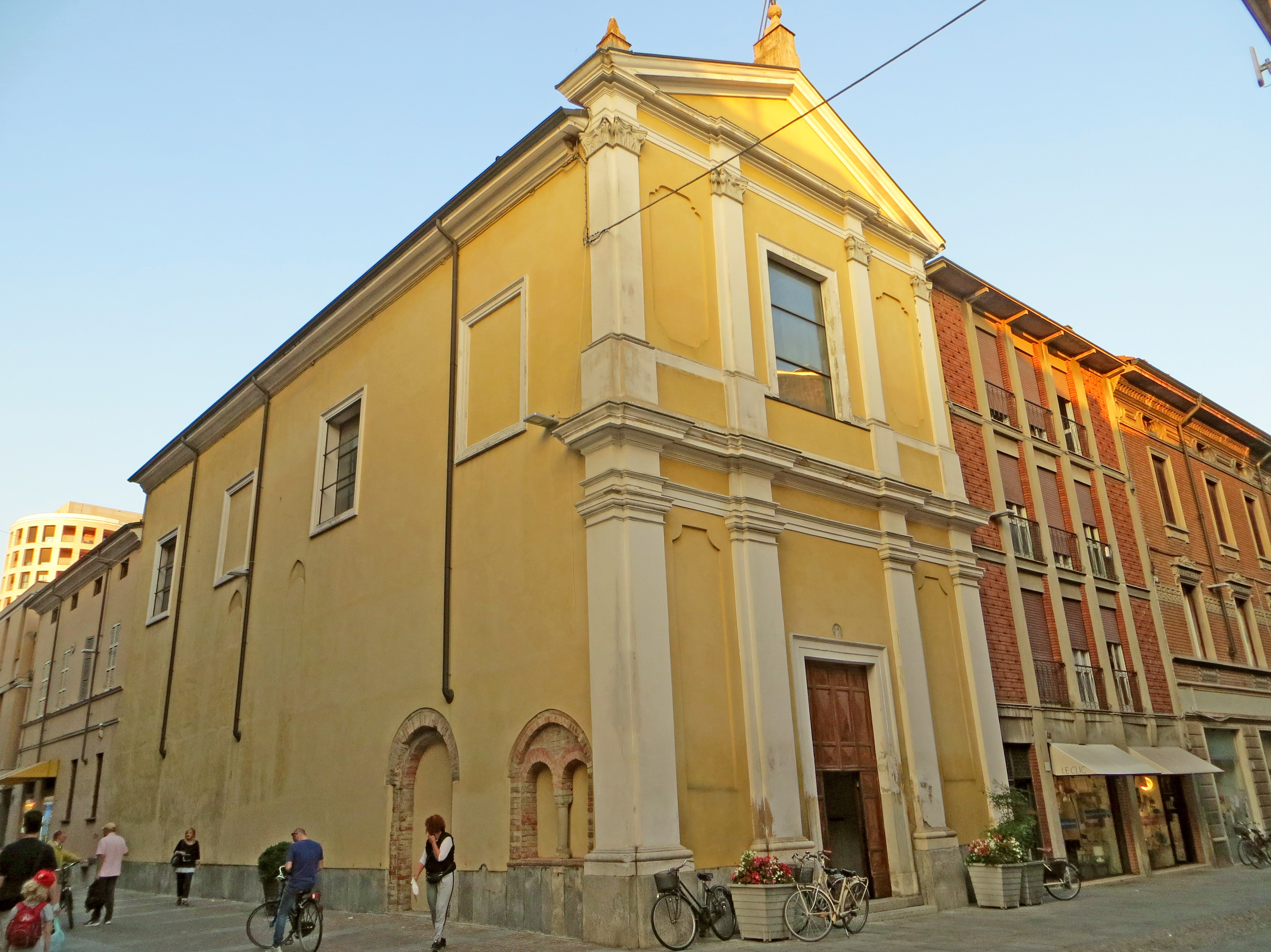
Facciata e lato ovest

La facciata barocca, interamente intonacata, è suddivisa orizzontalmente da un'elaborata fascia marcapiano in aggetto. La parte inferiore è scandita in tre porzioni da quattro lesene coronate da capitelli tuscanici; al centro si apre l'alto portale d'ingresso, inquadrato da cornice. La parte superiore è suddivisa da analoghe lesene, con capitelli corinzi, a sostegno del grande frontone triangolare di coronamento, su cui si innalza un'alta croce metallica in sommità; al centro si apre in corrispondenza dell'accesso inferiore una grande finestra rettangolare, dotata di cornice lineare.
Il lato sinistro su via Gramsci presenta una serie di quattro grandi finestre rettangolari in sommità, inquadrate da cornici, aperte durante la ristrutturazione seicentesca; al di sotto si scorgono due incavi ad arco ogivale, corrispondenti alle antiche monofore realizzate alla fine del XIV secolo; l'elemento più caratteristico è tuttavia rappresentato dall'arco in mattoni e dall'adiacente bifora con colonnina in pietra, risalenti alla fine del XII secolo, collocati in prossimità dell'angolo meridionale del prospetto; le due nicchie, chiuse in occasione della rotazione dell'edificio, corrispondono all'ingresso e alla finestra della primitiva cappella medievale, orientata con facciata ad ovest secondo i canoni dell'epoca.
All'interno la navata, coperta da volte, è scandita verticalmente da una serie di paraste e decorata con una cornice lungo lo sviluppo delle pareti; sulla sinistra l'altare laterale è arricchito dalla pala raffigurante la Madonna delle Grazie, dipinta intorno al 1835 dal pittore Francesco Scaramuzza.
Il presbiterio, circoscritto da quattro pilastri a sostegno delle arcate a tutto sesto, è coperto da una piccola cupola, interamente decorata con affreschi realizzati dal pittore Antonio Formaiaroli nel XVII secolo; ai lati si trovano due cantorie, di cui quella in cornu epistolae ospita un organo costruito da Giuseppe Aletti nel 1887.

### Chiostro
Il piccolo e stretto chiostro rinascimentale si innalza sulla destra della chiesa; si conservano oggi solo due lati della struttura cinquecentesca, di cui uno tamponato, a causa della demolizione seicentesca delle ali sud ed est, finalizzata all'ampliamento della chiesa adiacente.
Il lato occidentale è caratterizzato dall'elegante porticato coperto da volte a crociera, sostenuto da colonne in pietra con capitelli su cui si impostano le arcate tutto sesto; al primo piano si apre una loggia dai tratti analoghi.